# Väg- och vattenbyggnadskåren

Wappen

Väg- och vattenbyggnadskåren (VVK) (deutsch „Straßen- und Wasserbaukorps“) war ein halbmilitärische Behörde in Schweden, die von 1851 bis 2010 bestand. Sie hatte die Aufgabe, für Krisen- oder Kriegszeiten speziell geschultes Personal auszubilden, das an Stellen eingesetzt wurde, wo detaillierte Kenntnisse im Bauwesen erforderlich waren. Die Offiziere des VVK waren zudem von 1944 bis 2007 in einer Bau- und Reparatur-Bereitschaft (schwedisch Byggnads- och Reparationsberedskapen) eingesetzt. Das Korps war in den letzten Jahren direkt dem Högkvarteret (HKV), der zentralen Leitung der schwedischen Streitkräfte im Stadtteil Gärdet in Stockholm, unterstellt und bestand bei seiner Auflösung aus 84 aktiven Offizieren.

## Geschichte
Väg- och vattenbyggnadskåren wurde 1851 als ständiges Offizierskorps mit dem Zweck gegründet, Unterstützung bei öffentlichen Arbeiten zu leisten. Dem Korps gehörten zuerst Offiziere des mechanischen Marinekorps (schwedisch Flottans mekaniska kår), der Armee und der Marine an, die auf dem allgemeinen Arbeitsmarkt gearbeitet und praktische Fähigkeiten erworben hatten. Der Leiter der Behörde war Oberst, erster Leiter wurde Axel Erik von Sydow. Die Ausbildung der Korpsmitglieder fand von 1846 bis 1878 auf der Höheren Artillerie-Schule in Marieberg in Stockholm statt. Ab 1885 wurden spezielle Kurse durchgeführt. Zulassungsbedingung für diesen Kurs war das Examen an der Kungliga Tekniska högskolans avdelning för väg- och vattenbyggnadskonst, einer Technischen Hochschule mit dem Fachbereich Bauingenieurwesen.
Das Korps unterstand dem Kommunikationsdepartementet der Regierung (schwedisch Regeringskansliet) und hatte seine Blütezeit während des Baus des schwedischen Eisenbahnnetzes. In der Zeit von 1860 bis 1920 wurde der Bau der Stammbahnen und der Inlandsbahn von Korpsmitgliedern geplant. 
Am 30. September 2010 wurde die zivilmilitärische Kompetenz an das Göta ingenjörregemente (Ing 2) in Eksjö übertragen.

## Bekannte Mitglieder
- Oberst Nils Ericson (31. Januar 1802 – 8. September 1870), der als junger Mann mehrere Kanalbauten leitete, bevor er vom Parlament den Auftrag erhielt, Schwedens Bahnbauten auszuführen. Er wurde später Generaldirektor der Schwedischen Staatsbahn (schwedisch Sveriges Statsbanor), den späteren Statens Järnvägar
- Oberst ersten Grades Sven E. Hamberg (22. September 1928 – 20. August 2013), der spätere Vizepräsident der Baufirma NCC[3]

## Uniform
Ab 1886 wurde die Korpsmitglieder mit einheitlichen Uniformen ausgestattet, die sich im Laufe der Jahre veränderte.
- Schulterklappen ab 1851, geändert 1899
- Hosen ab 1886
- schwarzes Halstuch zur Jacke
- Hut zwischen 1854 und 1859
- Kappe ab 1904
- Uniformrock ab 1888 (anstelle des Waffenrocks verwendet)
- Zipfelkappe zwischen 1865 und 1899
- Pelzmütze von 1885 bis 1904 (bei kaltem Wetter)
- Überzieher von 1829 bis 1854
- Waffenrock ab 1886
- Weste (dunkelblau und weiß)
- Schutzhülle für Kappe[4]

## Leiter des Väg- och vattenbyggnadsstyrelsen
Bis 1934 war der Leiter des VVK der Vorstandsvorsitzende des Väg- och vattenbyggnadsstyrelsen.
- 1851–1856: Axel Erik von Sydow
- 1858–1877: Otto Modig
- 1877–1887: Carl Gottreich Beijer
- 1887: Rudolf Cronstedt
- 1887–1893: Josef Richert
- 1893–1903: Lars Berg
- 1903–1924: Fridolf Wijnbladh
- 1924–1928: Carl Meurling
- 1926–1932: Fredrik Enblom
- 1932: Richard Ekwall (starb kurz nach seinem Amtsantritt)
- 1933–1934: Nils Bolinder
- 1934–1946: Ernst Lindh
- 1946–1951: Agne Sandberg
- 1952–1963: Tord Lindblad
- 1963–1971: Torsten R. Åström
- 1971–1982: Anders Lilja
- 1982–1987: Harald Alexandersson

- 2000–2007: Hans Engebretsen
- 2008–2010: Sven-Erik Delsenius